# Kościół Narodzenia Najświętszej Maryi Panny w Wyszonkach Kościelnych
Kościół Narodzenia Najświętszej Maryi Panny – rzymskokatolicki kościół parafialny należący do dekanatu Szepietowo diecezji łomżyńskiej.

## Historia
Jest to świątynia wzniesiona w latach 1904-1912 w stylu neogotyckim. W 1950 roku zostały odbudowane wieże.

## Architektura
Budowla jest murowana, wzniesiona z cegły i ustawiona na fundamencie wykonanym z ciosów kamiennych na zaprawie. Otwory okienne są umieszczone w uskokowych obramieniach zwieńczonych ostrołukowo. Kościół posiada plan krzyża łacińskiego z zamkniętym trójbocznie prezbiterium oraz dostawionymi do niego zakrystią i skarbcem. Elewacje są oszkarpowane i posiadają blendy umieszczone w uskokowych przyporach i zwieńczone arkadowym fryzem podokapowym i gzymsem. Fasada posiada dwie kondygnacje i dwie wieże. Korpus i skrzydła transeptu są nakryte dachem dwuspadowym, natomiast prezbiterium i aneksy są nakryte dachem wielopołaciowym. Wieże są nakryte wysokimi dachami hełmowymi. Dachy pokrywa blacha ocynkowana. Świątynia zachowała się w dobrym stanie.